# Saint-Germain-de-Montgommery
Saint-Germain-de-Montgommery és un municipi francès situat al departament de Calvados i a la regió de Normandia. L'any 2020 tenia 164 habitants.

## Demografia
El 2007 tenia 161 habitants. Hi havia 88 habitatges, 62 eren habitatges principals , 23 segones residències i 3 desocupats. Tots eren cases.

## Economia
El 2007 la població en edat de treballar era de 101 persones, 69 eren actives i 32 eren inactives. De les 69 persones actives 62 estaven ocupades (30 homes i 32 dones) i 7 estaven aturades (2 homes i 5 dones). De les 32 persones inactives 14 estaven jubilades, 12 estaven estudiant i 6 estaven classificades com a «altres inactius».
Hi havia tres establiments el 2007, una empresa extractiva i dues empreses de comerç i reparació d'automòbils.
L'any 2000 a Saint-Germain-de-Montgommery hi havia 12 explotacions agrícoles que conreaven un total de 474 hectàrees.